# Hintersee (Felbertal)
Der Hintersee ist ein kleiner Gebirgssee in 1313 m Höhe im Talschluss des Felbertals in Mittersill.
Er ist etwa 300 Meter lang und 200 Meter breit. Er ist 1495 durch einen Bergsturz entstanden und ist bereits seit 1933 als Naturdenkmal unter Schutz gestellt. Er wird vom Schmelz- und Regenwasser der umliegenden Berge der Hohen Tauern (Venediger- und Granatspitzgruppe) gespeist und fließt ab als Felberbach, der am Talausgang in Mittersill in die Salzach mündet.
Der Hintersee ist ein beliebtes Ausflugsziel und Ausgangspunkt zahlreicher Wanderwege und hochalpiner Bergtouren. Vom Hintersee aus beginnt der steile Anstieg auf den Felbertauern, den Scheitelpunkt des alten Säumerweges, der schon zur Römerzeit der bedeutendste Übergang über die Hohen Tauern war. Er war nicht befahrbar, aber eisfrei, und konnte mit Saumtieren begangen werden.
Hinter dem See am Fuße des Tauernkogels (2988 m ü. A.) liegt der Aussichtspunkt „Gamsblick“ (1324 m ü. A.), von wo man nicht nur mit bloßem Auge Gämsen in freier Wildbahn beobachten kann, sondern sich auch ein einzigartiges Bergpanorama bietet. Bemerkenswert sind die zahlreichen, sehr hohen Wasserfälle, die schleierartig von den steilen Hängen am Talschluss herunterfallen. Am „Gamsblick“ gibt es eine bewirtschaftete Hütte der Hintersee-Alm.

## Bilder

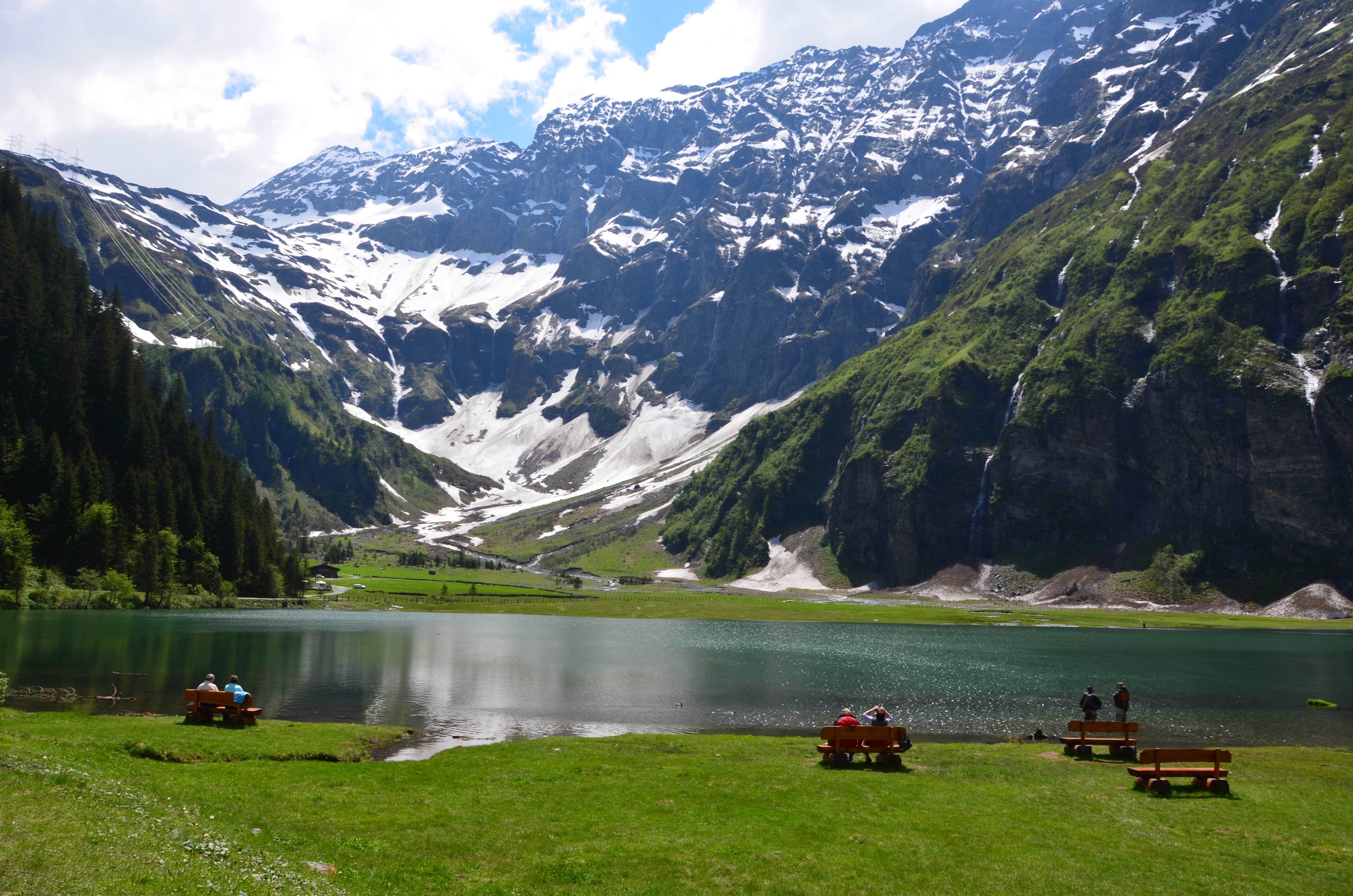
Der Hintersee mit dem Tauernkogel (2988 m) im Hintergrund